# Pippo Baudo
Giuseppe Vittorio Raimondo "Pippo" Baudo (Militello in Val di Catania, 7 de junho de 1936 – Roma, 16 de agosto de 2025) foi um apresentador de televisão italiano. Um dos mais notáveis de seu país, teve uma carreira de seis décadas, incluindo 13 edições do Festival de Sanremo — o maior número para um único apresentador.
Era frequentemente apelidado de "Superpippo" (em referência ao nome italiano do personagem Super Goof). Baudo também foi diretor artístico e presidente do Teatro Stabile di Catania de 2000 a 2007.

## Carreira

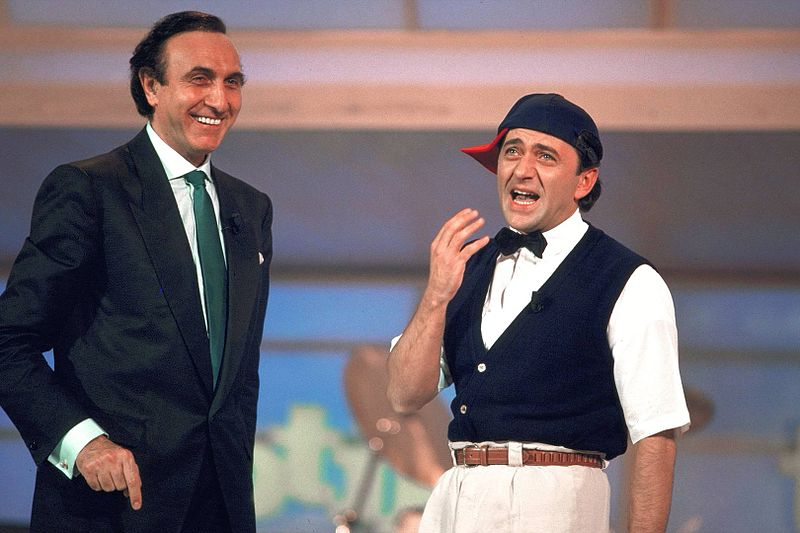
Baudo com Giorgio Faletti no Festival de Sanremo 1987

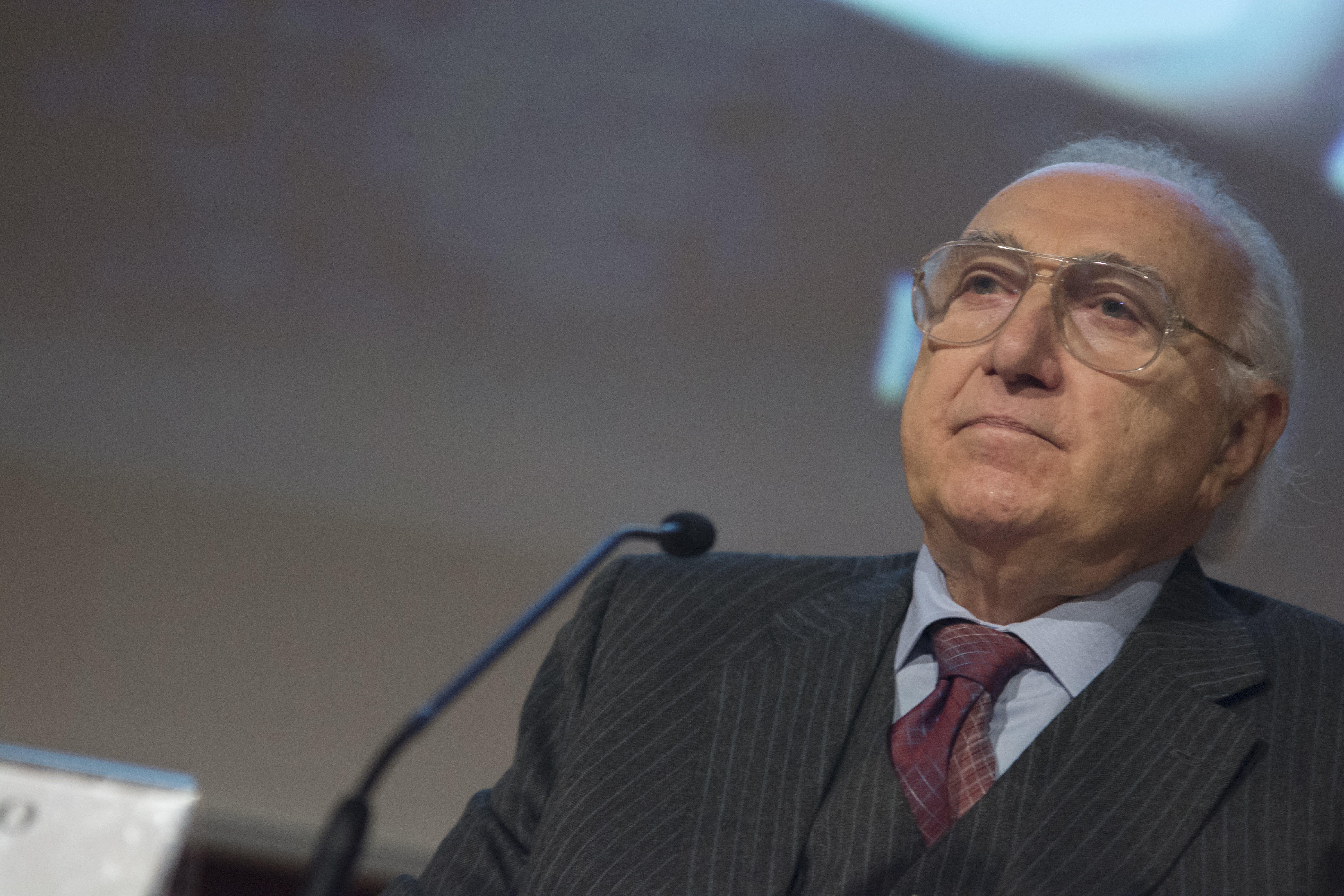
Baudo em 2016

Baudo nasceu em Militello in Val di Catania, na Sicília, filho de um advogado e uma dona de casa. Enquanto estudava direito na Universidade de Catânia, começou a atuar como ator e apresentador, tornando-se parceiro do comediante Tuccio Musumeci. Formou-se em direito, mas nunca exerceu a profissão, dedicando-se ao entretenimento. No final dos anos 1950, tornou-se cantor e pianista da Orquestra Moonlight. Em 1959, apareceu pela primeira vez na TV italiana em um episódio do programa La conchiglia d'oro, de Enzo Tortora. Seu grande sucesso veio em 1966, como apresentador do programa musical Settevoci.
Em 1968, Baudo apresentou o Festival de Sanremo pela primeira vez; no total, apresentou o festival 13 vezes, a última em 2008, também atuando como diretor artístico em várias edições.
Na noite de abertura do Festival de Sanremo 1995, um homem, Pino Pagano, subiu na galeria do Teatro Ariston ameaçando suicidar-se; Baudo o convenceu a desistir, sob aplausos da plateia. Também apresentou duas edições de Canzonissima, seis de Un disco per l'estate, além de várias edições de Domenica in e Fantastico.
Além de sua carreira na TV, Baudo foi diretor artístico do Teatro Stabile di Catania de 1989 a 1997 e seu presidente de 2000 a 2007. Também foi compositor, com destaque para "Donna Rosa" (Nino Ferrer), "Una domenica così" (Gianni Morandi), "W le donne" (Nino Manfredi) e "La quadriglia" (Sacha Distel).

## Vida pessoal e morte
Baudo teve dois filhos: Alessandro (nascido em 1962), com Mirella Adinolfi, e Tiziana (nascida em 1970), com sua primeira esposa, Angela Lippi. Após relacionamentos com as atrizes Alida Chelli e Adriana Russo, foi casado com a soprano Katia Ricciarelli de 1986 a 2007.
Baudo morreu em Roma em 16 de agosto de 2025, aos 89 anos.

## Filmografia
| Ano  | Título                                                                                     | Papel              | Notas                            |
| ---- | ------------------------------------------------------------------------------------------ | ------------------ | -------------------------------- |
| 1968 | Zum zum zum - La canzone che mi passa per la testa                                         | Ele mesmo          | Participação especial            |
| 1969 | Zum zum zum n° 2                                                                           | Ele mesmo          | Participação especial            |
| 1969 | Il suo nome è Donna Rosa                                                                   | Duque Pippo        |                                  |
| 1970 | W le donne                                                                                 | Coronel Bertoluzzi |                                  |
| 1980 | Delitto in via Telauda                                                                     | Ele mesmo          | Telefilme                        |
| 1981 | L'esercito più pazzo del mondo                                                             | Ele mesmo          | Participação especial            |
| 1982 | Casa Cecilia                                                                               | O apresentador     | Episódio: "Un genio in famiglia" |
| 1983 | "FF.SS." – Cioè: "...che mi hai portato a fare sopra a Posillipo se non mi vuoi più bene?" | Ele mesmo          | Participação especial            |
| 1985 | I Am an ESP                                                                                | Ele mesmo          | Participação especial            |
| 1990 | I promessi sposi                                                                           | Pennellone         | Série de TV; papel principal     |
| 1993 | Anni 90: Parte II                                                                          | Ele mesmo          | Participação especial            |
| 2004 | Come inguaiammo il cinema italiano - La vera storia di Franco e Ciccio                     | Ele mesmo          | Documentário                     |
| 2010 | L'ultimo gattopardo: Ritratto di Goffredo Lombardo                                         | Ele mesmo          | Documentário                     |
| 2011 | All at Sea                                                                                 | Ele mesmo          | Participação especial            |

## Condecorações
- Itália: Grã-Cruz da Ordem do Mérito da República Italiana (21 de julho de 2021)[12]